# 15 cm K 18
150-мм важка гармата K 18 (нім. 15-cm-Kanone 18) — німецька важка польова гармата часів Другої світової війни. Гармата належала до класу важких польових гармат, що активно використовувалася з метою руйнування (знищення) польових фортифікаційних споруд противника та завдання поразки його військам, що тримають оборону на укріплених позиціях.
У 1933 році компанія Rheinmetall почала розробку нової артилерійської системи на замовлення веймарської армії для заміни застарілої 150-мм важкої гармати Kanone 16, причому перші серійні одиниці були отримані тільки в 1938 році. У порівнянні зі старішою гарматою ця система не здобула значних покращень, оскільки вона важила на дві тонни більше, ніж K 16, єдиним плюсом стало те, що вона стріляла на 2290 метрів далі. Дальністю стрільби армія була задоволена, але не лафетом. Існував спеціальний транспортний лафет тільки для цієї гармати для її переміщення на великі відстані. Щоб зібрати гармату в похідне положення, було потрібно ще більше часу. Темп стрільби становив у кращому випадку два постріли на хвилину.
Ствол гармати не мав дулового гальма. Затвор горизонтальний клиновий. Гальмо відкату гідравлічне, поміщене в люльку. Накатник, що знаходиться над стволом, гідропневматичний. Був гідропневматичний врівноважуючий механізм (дві циліндричні стійки). Лафет однобрусний коробчастий. Стрільба велася з коліс або зі спеціальної платформи, що складалася з двох частин — в останньому випадку забезпечувався круговий обстріл на 360°. Перевезення здійснювалось механічною тягою двома транспортерами. Допускалася швидкість буксирування до 24 км/год.
Станом на 1 вересня 1939 року у військах перебувало 3 гармати. Усього з 1940 по 1943 роки була вироблена 101 гармата. Артилерійська система не набула великої популярності в Сухопутних військах вермахту, переважно через проблеми з транспортуванням, і виробництво припинилося у липні 1943 року. Станом на 1 червня 1941 року у військах перебувало 39 таких гармат. Згодом ці польові гармати використовувалися у берегових батареях німецьких військ.

## Зброя схожа за призначенням, ТТХ та епохою застосування
- 152-мм польова гаубиця BL 6-inch Mk XIX
- 152-мм гаубиця BL 6-inch 26 cwt
- 150-мм важка польова гаубиця sFH 18
- 150-мм самохідна гаубиця Semovente da 149/40
- 150-мм гаубиця Obice da 149/19 modello 37
- 152-мм гаубиця зразка 1909/30 років
- 152-мм гармата зразка 1935 року (Бр-2)
- 152-мм гаубиця зразка 1943 року (Д-1)
- 152-мм гаубиця зразка 1938 року (М-10)
- 152-мм гаубиця-гармата зразка 1937 року (МЛ-20)
- 155-мм гармата M1
- 155-мм гаубиця M114
- 150-мм важка гаубиця vz. 25
- 155-мм польова гаубиця modèle 1915 St. Chamond
- 155-мм польова гаубиця modèle 1917 Schneider
- 150-мм важка гаубиця Тип 38
- 150-мм важка гаубиця Тип 96